# Nika-oproer

Paleiskwartier met het Hippodroom

Het Nika-oproer (Grieks: Στάση του Νίκα) of de Nika-opstand vond plaats in Constantinopel in 532. Het was een van de gewelddadigste gebeurtenissen die tot dan toe in Constantinopel hadden plaatsgevonden, waarbij bijna de helft van de stad werd verwoest of in vlammen opging en tienduizenden burgers werden vermoord.

## Achtergrond

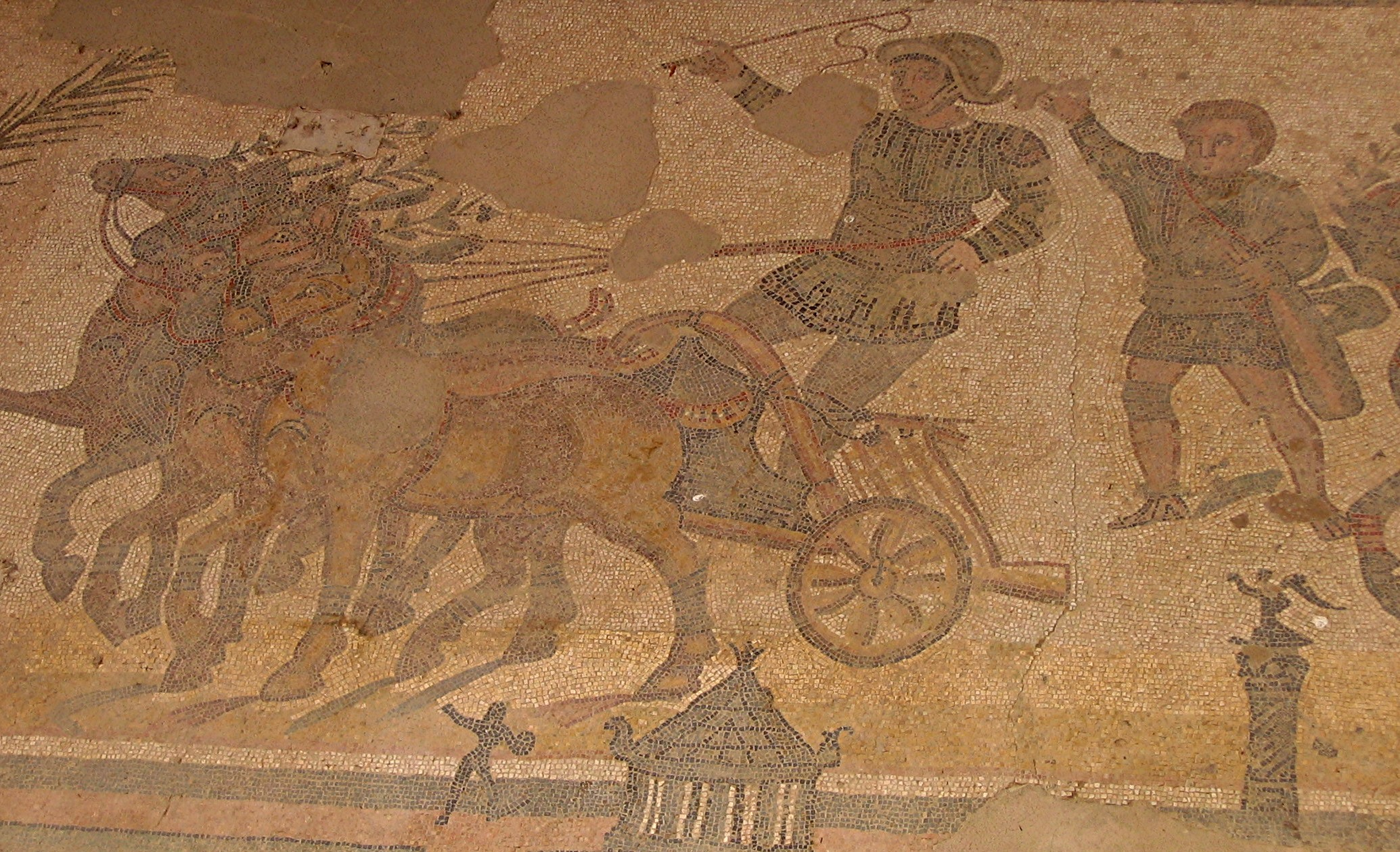
Mozaïek van een wagenmenner

De oude Romeinse en Byzantijnse rijken hadden goed ontwikkelde verenigingen die de verschillende facties (of teams) van spelers in een aantal sportevenementen steunden, in het bijzonder van de populaire wagenrennen. Er waren vier belangrijke teams van wagenrenners, van elkaar onderscheiden door de kleur van het uniform waarin ze meededen. Deze waren Blauw, Rood, Groen en Wit, maar in de Byzantijnse tijd waren de Blauwen en Groenen de enige teams van invloed. Keizer Justinianus I was een fan van de Blauwen.
De verenigingen bezaten kenmerken van straatbendes en politieke partijen, waarbij de mensen ingedeeld waren naar sociale klasse en religie en ze probeerden veelvuldig om het beleid van de keizers te beïnvloeden door het roepen van politieke eisen tussen de wedstrijden. De keizerlijke troepen en bewakers in de stad konden geen orde bewaren zonder de samenwerking van de facties, die op hun beurt weer gesteund werden door machtige aristocratische families in de stad: dit omvatte ook sommige families die van mening waren dat ze meer rechtmatige aanspraken op de troon konden doen dan Justinianus.

## Aanloop

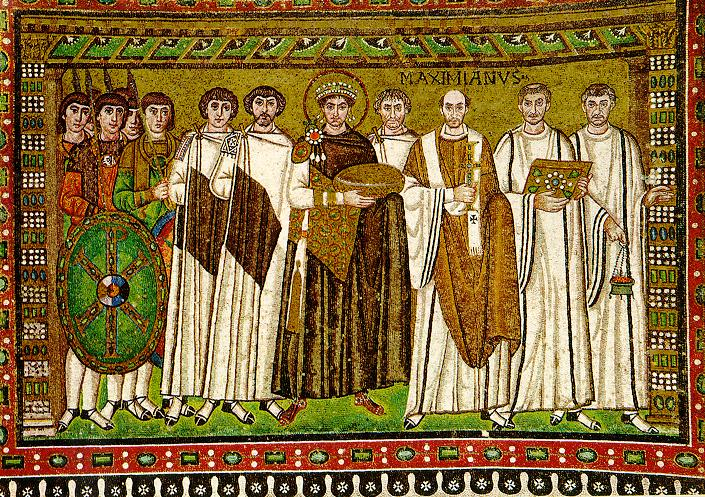
Keizer Justinianus te midden van zijn hoogste ambtenaren. Links van hem zijn bevelhebber Belisarius en rechts van hem op de achtergrond Narses

In de aanloop naar de opstand waren enkele leden van de Blauwen en Groenen gearresteerd in 531 voor moord. Zulke rellen na de wagenrennen kwamen vaak voor, niet veel anders dan de rellen die vaak ontstaan na een voetbalwedstrijd in huidige tijden. De moordenaars zouden worden opgehangen, en dat gebeurde ook met de meesten. Maar op 10 januari 532 ontsnapten twee van hen, een Blauwe en een Groene, en namen hun toevlucht in het sanctuarium van een kerk, omgeven door een woedende menigte.
Justinianus was nerveus: hij zat midden in onderhandelingen met de Perzen over vrede in het oosten aan het eind van de Iberische oorlog. Er was enorme verontwaardiging over hoge belastingen en de nieuwe wetten. Hij stond voor een potentiële crisis in zijn stad en verklaarde dat er wagenrennen zouden worden gehouden op 13 januari. Hij zette de straf van de veroordeelden om in gevangenisstraffen, maar de Blauwen en Groenen eisten volledige gratie.

## Het oproer
Op 13 januari werden de wagenrennen gehouden; een reeds gespannen en boos publiek arriveerde in het Hippodroom. Het Hippodroom bevond zich direct naast het paleiscomplex, en zo kon Justinianus de races aanschouwen en voorzitten vanuit de veiligheid van zijn eigen loge in het paleis. De menigte begon al meteen vanaf het begin beledigingen naar het hoofd van Justinianus te slingeren. Tegen het einde van de dag, bij race 22, veranderden de spreekkoren van "Blauw" of "Groen" naar een gezamenlijk "Nika" (Grieks voor "Victorie" of "Overwinnen") en de menigte brak uit en begon het paleis te bestormen. Gedurende vijf dagen was het paleis zo goed als in beleg. De branden die ontstonden legden een groot deel van de stad in de as, waaronder de belangrijkste kerk, de Hagia Sophia.
Sommige senatoren zagen dit als een mogelijkheid om Justinianus ten val te brengen, aangezien zij gekant waren tegen zijn nieuwe belastingen en wegens zijn gebrek aan steun voor de adel in het algemeen. De inmiddels bewapende relschoppers eisten, waarschijnlijk op instigatie van hun bondgenoten in de Senaat, ook dat Justinianus de praefectus Johannes de Cappadociër, die verantwoordelijk was voor het innen van belastingen, en de quaestor Tribonianus, die verantwoordelijk was voor het herschrijven van de wetboeken, zou ontslaan. Vervolgens benoemden zij een nieuwe keizer, Hypatius, de neef van keizer Anastasius I.

## Het neerslaan van het oproer
Justinianus overwoog te vluchten, maar zijn vrouw Theodora overreedde hem om in de stad te blijven. Ze zou hebben gezegd: "Zij die de kroon hebben gedragen zouden nooit het verlies ervan moeten overleven. Nooit zal ik de dag meemaken dat ik niet als keizerin word begroet."
Justinianus maakte een plan met Narses, een populaire eunuch, en zijn generaals Belisarius en Mundus. Narses kwam 18 januari met een zak goud, die Justinianus hem gegeven had, het hippodroom binnen en ging naar de afdeling van de Blauwen. Hij herinnerde hun leiders eraan dat de keizer hen boven de Groenen verkoos en dat Hypatius een Groene was. Hij verdeelde het goud onder hen, waarop de Blauwe leiders met elkaar en hun volgelingen beraadslaagden. Nog tijdens Hypatius' kroning haastten zij zich het hippodroom uit, de Groenen verbijsterd achterlatend.
Justinianus liet toen zijn generaals Belisarius en Mundus met de keizerlijke troepen het hippodroom bestormen en de opstand neerslaan, hetgeen gepaard ging met veel bloedvergieten. Alle overgeblevenen, of ze nu Groen of Blauw waren, werden eerst ingesloten en dan gedood. Ongeveer 30.000 relschoppers zouden hierbij om het leven zijn gebracht. Justinianus liet ook Hypatius en zijn broer Pompeius executeren en de senatoren, die het oproer gesteund hadden, verbannen.

## Nasleep
Het uiteindelijke gevolg was een versterking van de positie van de keizer en een verzwakking van de toch al zwakke patriciërs. Bovendien werd aansluitend de invloed van Belisarius en vooral Theodora vergroot, die in de daaropvolgende tijd politiek bijzonder op de voorgrond zouden treden.

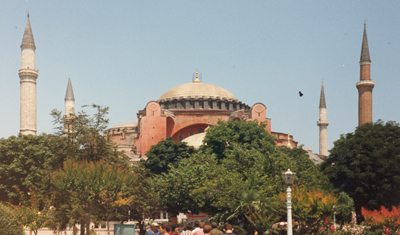
Hagia Sophia

De door de opstand veroorzaakte verwoestingen in Constantinopel boden Justinianus bovendien de mogelijkheid om ambitieuze verbouwingen in de hoofdstad te realiseren, met als kroon de herbouw van de verwoeste Hagia Sophia.
Na de gebeurtenissen tijdens het Nika-oproer zouden in de volgende jaren geen wagenrennen meer gehouden worden in het Hippodroom.